# Blue Öyster Cult

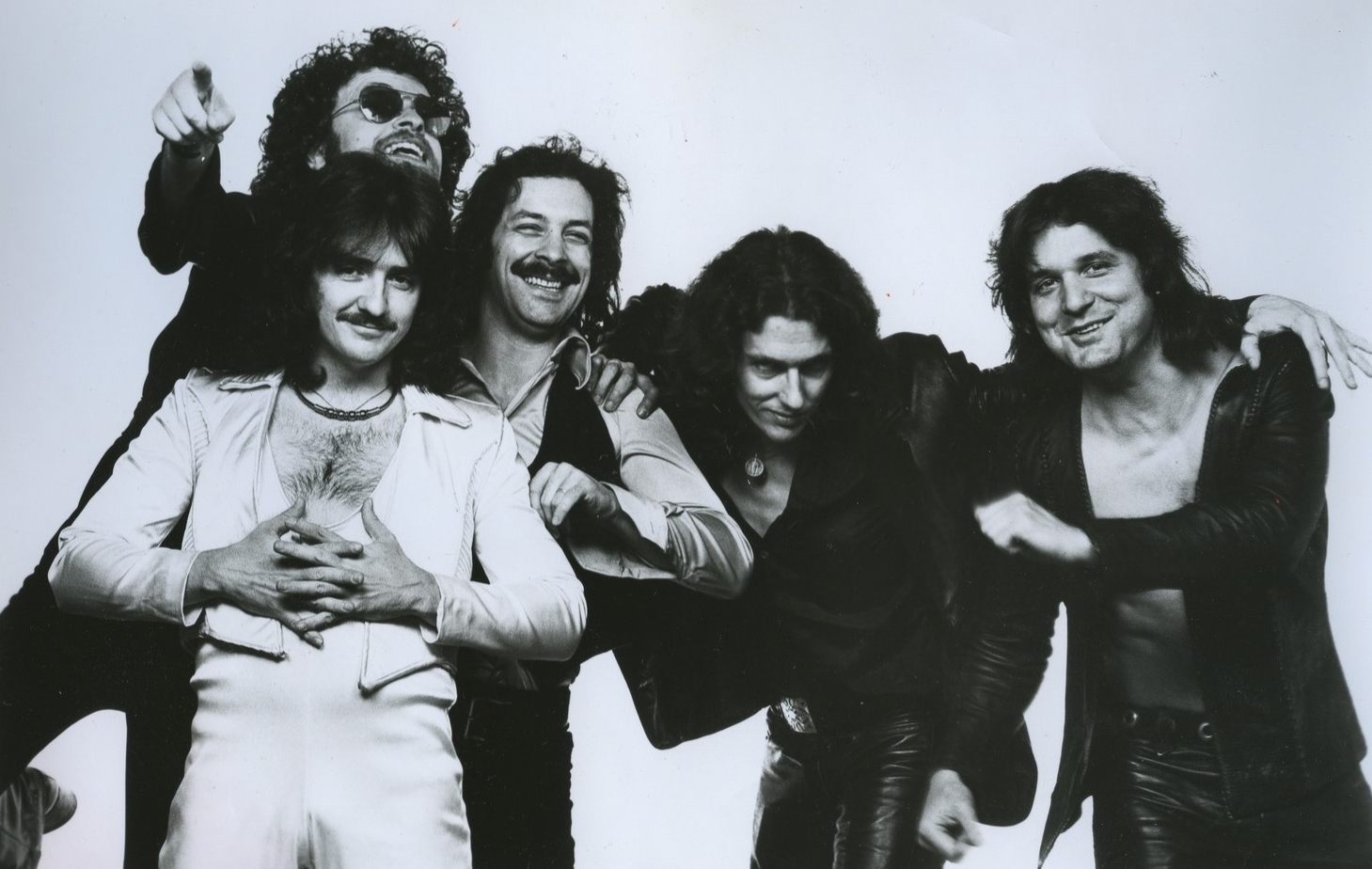
Blue Öyster Cult (1977)

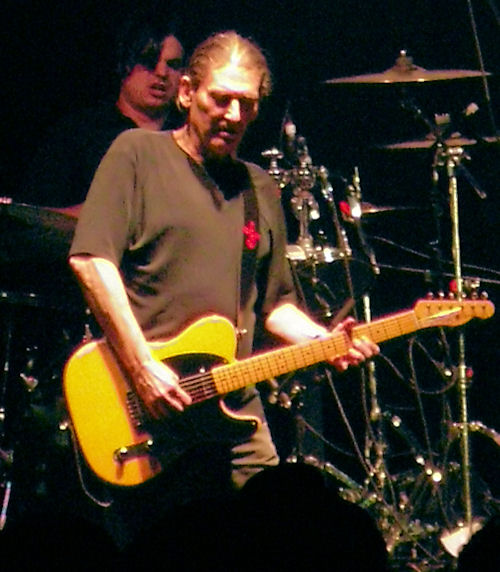
Allen Lanier (2005)

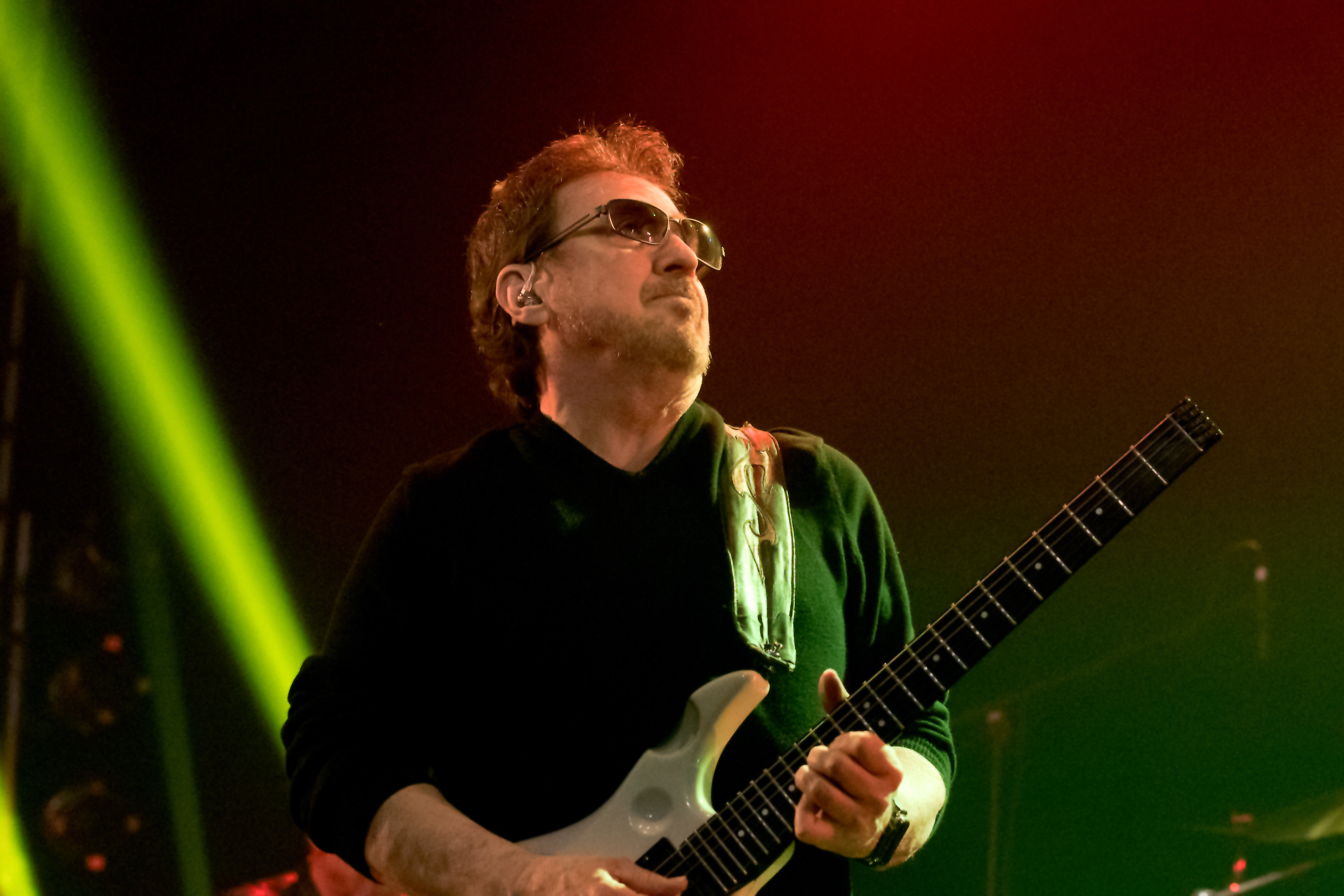
Buck Dharma (2016)

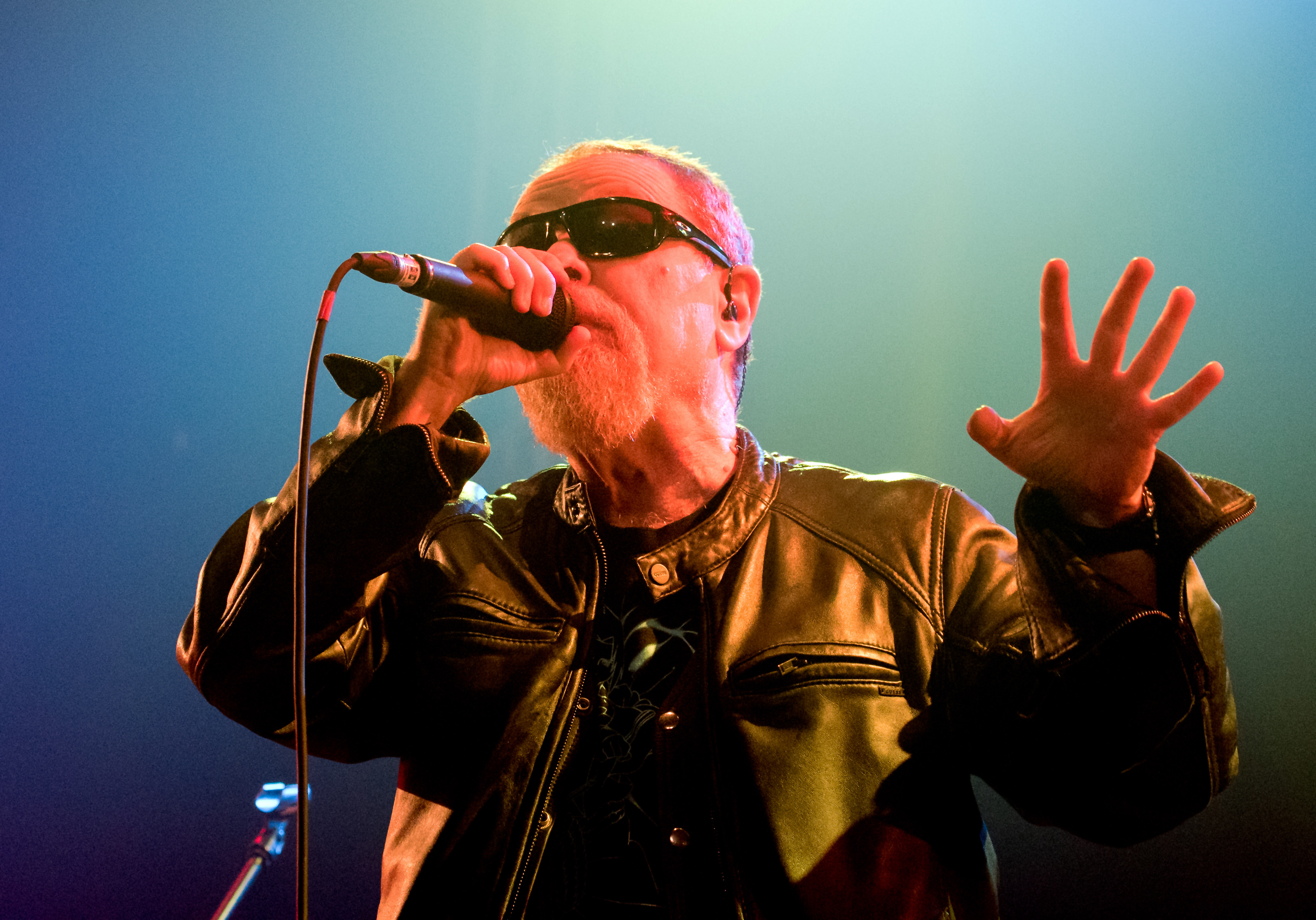
Eric Bloom (2016)

Blue Öyster Cult – amerykański zespół rockowy, założony w Long Island (w stanie Nowy Jork) jako Soft White Underbelly. Grupa pod tą nazwą działała w latach 1967–1971, do momentu jej zmiany na The Stalk-Forrest, a następnie na Blue Öyster Cult.
W 1972 zespół wydał swój debiutancki album, którym zdobył uznanie wśród słuchaczy oraz branży muzycznej, co pozwoliło im koncertować razem z Byrds, Alice Cooper i Mahavishnu Orchestra. Muzyka, którą prezentowali, była bardzo luźno rozumianym rockiem klasycznym, do którego wkradały się gdzie tylko mogły elementy psychodeliczne, progresywne, czasami też jazzowe, czy stricte heavymetalowe.
Grupa jest znana przede wszystkim z przeboju "(Don’t Fear) The Reaper" z albumu Agents of Fortune. Został on napisany, a także zaśpiewany przez gitarzystę prowadzącego Donalda "Buck Dharma" Roesera. Innymi powszechnie znanymi utworami są "Burnin for You" z albumu Fire of Unknown Origin, "Godzilla" z albumu Spectres oraz "Astronomy" z albumu Secret Treaties, który jest znany z tego, że Metallica nagrała swoją wersję tego utworu na swoim albumie Garage Inc.. Jedną z inspiracji zespołu była muzyka Jimiego Hendriksa.

14 sierpnia 2013 roku zmarł Allen Lanier będący współzałożycielem, gitarzystą i klawiszowcem grupy. Przyczyną śmierci muzyka była przewlekła obturacyjna choroba płuc.

Logotyp zespołu

## Muzycy

### Skład zespołu
- Donald "Buck Dharma" Roeser – gitara, wokal (od 1967)[3][4]
- Eric Bloom – gitara, wokal (od 1969)[3][4]
- Richie Castellano – instrumenty klawiszowe, gitara (od 2004)
- Jules Radino – instrumenty perkusyjne (od 2004)
- Danny Miranda – gitara basowa, wokal (1995–2004, 2007, od 2017)

### Byli członkowie
- Albert Bouchard – perkusja, instrumenty perkusyjne, wokal (1971–1981, 1985)
- Allen Lanier – instrumenty klawiszowe, gitara, wokal (1971–1985, 1987–2006) (zmarły)
- Joe Bouchard – gitara basowa, wokal (1971–1986)
- Rick Downey – perkusja, instrumenty perkusyjne (1981–1985)
- Jimmy Wilcox – perkusja, instrumenty perkusyjne (1985–1987)
- Tommy Zvoncheck – instrumenty klawiszowe, gitara, wokal (1985–1987)
- Jon Rogers – gitara basowa, wokal (1987–1995)
- Ron Riddle – perkusja, instrumenty perkusyjne (1987–1991)
- Chuck Burgi – perkusja, instrumenty perkusyjne (1991–1992, 1992–1995, 1996–1997)
- John Miceli – perkusja, instrumenty perkusyjne (1992, 1995)
- Greg Smith – gitara basowa, wokal (1995)
- John O’Reilly – perkusja, instrumenty perkusyjne (1995–1996)
- Danny Miranda – gitara basowa, wokal (1995–2004)
- Bobby Rondinelli – gitara basowa, wokal (1997–2004)
- Rudy Sarzo – gitara basowa, wokal (2007–2012)
- Kasim Sulton – gitara basowa, wokal (2012–2017)

## Wokal w utworach
Mimo że głównym wokalistą jest Eric Bloom, niektórzy członkowie grupy także śpiewali niżej wymienione kompozycje:
- Donald "Buck Dharma" Roeser

"Then Came the Last Days of May", "Before the Kiss, a Redcap", "Teen Archer", "(Don't Fear) The Reaper", "Godzilla", "Golden Age of Leather", "I Love the Night", "In Thee", "Mirrors", "The Vigil", "Lonely Teardrops", "Deadline", "Burnin’ for You", "Don't Turn Your Back", "Shooting Shark", "Veins", "Dragon Lady", "Dancin’ in the Ruins", "Perfect Water", "Spy in the House of the Night", "Madness to the Method", "Astronomy" (wersja z albumu Imaginos), "Les Invisibles", "Magna of Illusion", "Harvest Moon", "X-Ray Eyes", "Damaged", "Real World", "Live for Me", "Still Burnin'", "Dance on Stilts", "Pocket", "Here Comes That Feeling", "Stone of Love", "Night Flyer" (odrzut z albumu Spectres)
- Joe Bouchard

"Screams", "Hot Rails to Hell", "Wings Wetted Down", "Morning Final", "Celestial The Queen", "Nosferatu", "Moon Crazy", "Fallen Angel", "Vengeance (The Pact)", "Light Years of Love", "When the War Comes", "When the War Comes" (dzieląc wokal z  Donaldem "Buck Dharma" Roeserem), "Boorman The Chaffeur" (odrzut z albumu Secret Treaties)
- Albert Bouchard

"Cities on Flame with Rock and Roll", "Dominance and Submission", "Cagey Cretins" (dzieląc wokal z Erikiem Bloomem), "The Revenge of Vera Gemini", "Sinful Love", "Debbie Denise", "Death Valley Nights",  "Fireworks", "You're Not the One (I Was Looking For)", "Hungry Boys" (dzieląc wokal z Joe Bouchardem), "Blue Öyster Cult" (dzieląc wokal z Donaldem "Buck Dharma" Roeserem), "Sally" (niewydany utwór), "Fire Of Unknown Origin" (niewydany utwór, wersja alternatywna)
- Allen Lanier

"True Confessions", "Dance The Night Away" (demo), "Please Hold" (odrzut)
- Jon Rogers

"Imaginos"
- Joey Cerisano

"The Siege and Investiture of Baron Von Frankenstein's Castle at Weisseria"

## Dyskografia

### Albumy studyjne
- Blue Öyster Cult (1972)
- Tyranny and Mutation (1973)
- Secret Treaties (1974)
- Agents of Fortune (1976)
- Spectres (1977)
- Mirrors (1979)
- Cultösaurus Erectus (1980)
- Fire of Unknown Origin (1981)
- The Revölution by Night (1983)
- Club Ninja (1985)
- Imaginos (1988)
- Cult Classic (1994)
- Heaven Forbid (1998)
- Curse of the Hidden Mirror (2001)
- The Symbol Remains (2020)
- Ghost Stories (2024)

### Albumy koncertowe
- On Your Feet or on Your Knees (1975)
- Some Enchanted Evening (1978)
- Extraterrestrial Live (1982)
- Live 1976 (1994)
- A Long Day’s Night (2002)
- Hard Rock Live Cleveland 2014 (2020)
- 40th Anniversary – Agents of Fortune – Live 2016 (2020)
- 45th Anniversary – Live in London (2020)

### Albumy kompilacyjne
- Career of Evil: The Metal Years (1990)
- On Flame with Rock and Roll (1990)
- Workshop of the Telescopes (1995)
- Super Hits (1998)
- Don't Fear the Reaper: The Best of Blue Öyster Cult (2000)
- Then and Now (2003)
- The Essential Blue Öyster Cult (2003)
- Are You Ready to Rock? (2003)
- Shooting Shark – The Best of Blue Öyster Cult (2004)
- Extended Versions: The Encore Collection (2004)
- The Singles Collection (2005)
- Collections (2006)
- The Best of Blue Öyster Cult (2006)
- Alive in America: Pt. 1 (2006)
- Greatest Hits (2008)
- The Cöllection (2010)
- Playlist: The Very Best of Blue Öyster Cult (2010)
- Setlist: The Very Best Of Blue Öyster Cult Live (2010)
- Rarities Vol. 1 (2017)
- Rarities Vol. 2 (2018)

### Box set
- The Complete Columbia Albums Collection (2012)

### Soundtrack
- Heavy Metal (1981, album różnych wykonawców)
- Bad Channels (1992)

### Stalk-Forrest Group
- St. Cecilia: The Elektra Recordings (nagrany w 1970, wydany w 2001)

### Single
- Cities on Flame with Rock and Roll (1972)
- Hot Rails to Hell (1973)
- Career of Evil (1974)
- Flaming Telepaths (1974)
- Born to Be Wild (1975)
- Then Came the Last Days of May (1975)
- (Don’t Fear) The Reaper (1976)
- This Ain’t the Summer of Love (1976)
- Sinful Love (1976)
- I Love the Night (1977)
- Godzilla (1977)
- Goin' Through the Motions (1977)
- We Gotta Get Out of This Place (1978)
- In Thee (1979)
- Mirrors (1979)
- You're Not the One (I Was Looking For) (1979)
- Fallen Angel (1980)
- The Marshall Plan (1980)
- Burnin’ for You (1981)
- Roadhouse Blues (1982)
- Take Me Away (1983)
- Shooting Shark (1983)
- Perfect Water (1985)
- White Flags (1985)
- Dancin’ in the Ruins (1986)
- Astronomy (1988)
- In the Presence of Another World (1988)
- See You in Black (1998)
- Harvest Moon (1998)
- Live for Me (1998)
- Pocket (2001)